# Killers Anonymous
Killers Anonymous es una película estadounidense de suspenso policíaco de 2019, dirigida por Martin Owen, a partir de un guion de Owen, Elizabeth Morris y Seth Johnson. Está protagonizada por Tommy Flanagan, Rhyon Nicole Brown, Jessica Alba, Gary Oldman, MyAnna Buring, Michael Socha, Tim McInnerny y Sam Hazeldine.
Fue estrenada el 28 de junio de 2019 a través de Lionsgate.

## Reparto
- Tommy Flanagan como Markus.
- Rhyon Nicole Brown como Alice.
- Jessica Alba como Jade.
- MyAnna Buring como Joanna.
- Michael Socha como Leandro.
- Tim McInnerny como Calvin.
- Sam Hazeldine
- Elizabeth Morris como Krystal.
- Elliott Langridge como Ben.
- Isabelle Allen como Morgan.
- Suki Waterhouse como Violet.
- Gary Oldman como The Man.
- Harmony Hyde - Neath como Joven Alice.
- Sam Hazeldine - Senador Kyle

## Producción
En junio de 2018, se anunció que Gary Oldman, Jessica Alba, Tommy Flanagan, Rhyon Nicole Brown, MyAnna Buring, Michael Socha, Tim McInnerny, Sam Hazeldine, Elizabeth Morris, Elliott Langridge, Isabelle Allen y Suki Waterhouse se habían unido al reparto de la película, con Martin Owen dirigiendo desde un guion de Morris, Owen and Seth Johnson.

## Estreno
En octubre de 2018, Lionsgate y Grindstone Entertainment Group adquirieron los derechos de distribución de la película. Fue estrenada el 28 de junio de 2019.